# Microchilo isodeta
Microchilo isodeta là một loài bướm đêm trong họ Crambidae.